# 제1임시해병여단 (미국)
제1임시해병여단(1st Provisional Marine Brigade)은 미국 해병대의 여단급 부대이다.

## 제2차 세계 대전
1944년 9월 9일, 여단은 해산하고 대원들은 과달카날로 가서 새로 편성하는 제6해병사단로 합류하였다. 사단은 9월 25일에 활동을 시작하였다. 제29해병연대가 사단에 추가 편성되었고, 제53해군건설대대는 제3상륙군단으로 전속하였다.
1947년 6월 1일에 제11해병 1대대를 증편하여 재소집되었다.  괌의 캠프 위텍(Camp Witek)에 본부를 둔 태평양 지역의 위기대응군의 역할을 맡았으나, 전후 동원해제에 따른 군대 축소로 급격히 줄어들어 여단으로서 유지할 수 없었고, 10월 1일에 제1임시포병대대로 다시 줄어들었다.

## 한국 전쟁
한국전쟁 발발직후인 1950년 7월7일 미 해병5연대를 주축으로 미 제1임시해병여단(병력 4,725명)이 캘리포니아주(州) 펜들턴 해병기지에서 긴급 편성되었다.
7월 12일 이 부대 소속 장병 6천 500여명이 샌디에이고를 떠나 20여일의 항해 끝에 8월 2일 부산에 도착하였다.
8월 7일 부산에서 약 80㎞ 떨어져 있는 진동리에서 북한군과 처음으로 전투를 치뤘다.
그 후 낙동강 방어선 전투에서 맹활약하였고 제1임시해병여단은 다시 해병5연대로 재편되면서 
미 제1해병사단의 예하부대가 되었다.

## 다른 제1해병여단
첫번째 제1해병여단은 1913년에 창설된 "제1전진기지여단"으로 이듬해 1914년에 제1여단으로, 제1935년에 함대해병군 "제1해병여단"으로 개명되었다. 1941년에 제1해병사단으로 재편성되었다.
제1해병원정여단, 1956년에 미국 해병대의 첫 상설여단으로 "제1해병여단"으로 창설되었다. 1985년 제1해병상륙여단(혹은 제1해병수륙양용여단)(1st MAB)으로 개명, 1988년에 제1해병원정여단으로 재편성되었다. 제1임시해병여단과 관계성은 갖고 있지만, 계보는 이어지지 않는다.

## 참고 자료
- 美해병 애칭은 `부산